# 含銅-鉄泉
含銅-鉄泉（がんどう-てつせん）は、掲示用泉質名に基づく温泉の泉質の一種。

## 概要
湧出後の酸化により、温泉が黄色、赤色（赤湯）を示すのが特徴。炭酸水素塩系のものと硫酸塩系のものが存在する。

## 泉質の定義
温泉1kg中に銅イオン (Cu2+) を1mg以上含有する鉄泉。

## 新旧泉質名
含銅-鉄泉の分類は、他の成分の含有量によって多岐に分かれる。そのため、以下には新旧泉質名の一例を記す。
| 旧泉質名         | 新泉質名                     | 略記泉質名             |
| ---------------- | ---------------------------- | ---------------------- |
| 含銅・酸性緑礬泉 | 酸性－含銅・鉄(II)－硫酸塩泉 | 酸性･含Cu･Fe(II)-SO4泉 |

## 効能
※効能はその効果を万人に保証するものではない
泉質に基づく効能として、以下が挙げられる。
- 浴用においては一般的適応症のほか、月経障害、高血圧症。
- 飲用においては貧血。